# ノア・ハザウェイ
ノア・ハザウェイ（Noah Hathaway、1971年11月13日 - ）は、アメリカ合衆国の俳優。インディアンの血を引く彼は1973年頃からCMなどに出演。テレビドラマ『宇宙空母ギャラクティカ』のボクシー役や、映画『ネバーエンディング・ストーリー』のアトレイユ役で知られる。

## 初期のキャリア
ハザウェイはカリフォルニア州ロサンゼルスに生まれた。父のロバート・ハザウェイはネイティブ・アメリカンの血統。ハザウェイは2歳の時にショービジネスのキャリアをスタートさせ、50のコマーシャルに出演した。彼はわずか6歳で「宇宙空母ギャラクティカ」のボクシー役に抜擢されたが、幼すぎたせいか、その頃のことはよく覚えていないという。

## ネバーエンディング・ストーリー
10歳の時、ハザウェイは彼の最も有名な出演作「ネバーエンディング・ストーリー」のアトレイユ役に選ばれた。ドイツ人監督、ウォルフガング・ペーターゼンは、当時についてこう語る。「アトレーユに関しては、私は猛烈な士気を持つ、がっしりした体格の格好いい男の子を探しました。 役柄上、器用に馬を乗りこなし、竜の背に乗って飛び回り、湿地帯を危うく切り抜け、岩石の上によじ登り、凶悪なオオカミ吸血鬼と戦うことが必要だからです」
撮影は、1983年3月、ドイツのミュンヘンで始まった。ハザウェイは、ミヒャエル・エンデの原作について、当時は英訳されていなかったので読まなかったと言っている。
彼はフランス語には既に堪能で、語学に通じていたため、撮影の際、英語が母語でないペーターゼン監督がドイツ語で出す指示も十分に理解した。実際にスタントではなくハザウェイ自身が馬を乗りこなし、「悲しみの沼」のシーンではアトレーユが「絶望」に支配され馬と沈んでいく場面で実際に沈み、ハザウェイ自身一時呼吸が停止するという事故に見舞われた。馬は暴れないように固定されて撮影された。映画全体の撮影は9ヶ月間にわたり行われた。

## その後のキャリア
『ネバーエンディング・ストーリー』でハザウェイは若い観客の人気を集め、次作『トロル』(en:Troll)(1986)では主演を果たした。他に、ミステリー作品『Casebusters』(1986)、彼の最後のメジャー作品となった『トゥー・ダイ、トゥー・スリープ』(1994)がある。

## 現在の生活
ノア・ハザウェイは人生を通じて、スポーツに積極的である。優れたスイマーであり、ジュニアライフガードでもあった。バスケットボールやウェイトリフティングもこなし、バイクレースにも参戦している。
1980年半ば、映画界を引退し、ダンスの指導者に転向した。その後はジャズダンスやストリートダンスの指導にあたったが、1989年、18歳の時ケガが原因で断念。1994年一時的に映画界に復帰し、「Mortal Danger」に出演。これが彼の最後の出演映画となった。ニューヨークに居を移して数年間を過ごした。
1998年、西海岸に戻ってからは、時折カリフォルニア州ロザモンドのレース場で過ごし、バイクレースに参戦し、その傍らロスアンジェルスにあるクラブや数カ所のバーで働いた。
数年間空手を学び、「ネバーエンディング・ストーリー」の頃には既に茶帯であった。後に中国武術(唐手道)と空手(松涛館)で黒帯となり、ムエタイのボクサーとして試合に参加した。また、彼はジェリー・エリクソン博士からアメリカン拳法を学び、パイロットとフライトアテンダントのための接近戦トレーニングコースで、エリクソンと共に師範代として指導した。
現在、彼は結婚し、二人の継子がいる。
2012年、18年ぶりに俳優に復帰した。

## 代表作

### テレビドラマ
- 宇宙空母ギャラクティカ

### 映画
- 今度は私（英語版） (1980)
- 結婚しない族（英語版） (1982)
- ネバーエンディング・ストーリー  (1984)
- トロル - Troll (1986)
- トゥー・ダイ、トゥー・スリープ（英語版） (1994)
- SUSHI GIRL (2012)